# 久宮祐子內親王
久宮祐子內親王（1927年9月10日—1928年3月8日）是日本皇室成員，昭和天皇與香淳皇后的二女兒，御稱號為久宮。 她有一姊（東久邇成子）、兩弟（上皇明仁、常陸宮正仁親王）和三妹（鷹司和子、池田厚子、島津貴子）。

## 生平
1927年9月10日於東京皇居御產殿誕生，是昭和天皇與香淳皇后的第二個女兒。出生時身高50.8公分、體重3300公克。9月16日，從漢學家吉田增藏提供的三個候選中，由父親昭和天皇選定命名為「久宮祐子」，名稱來自於《易經》。這個名字與後朱雀天皇的第三個皇女祐子內親王相同。守護刀由月山貞一製作。
同年12月17日，香淳皇后前往祭拜大正天皇時，曾與姊照宮成子內親王一起造訪宮城（皇居），是出生以來首次外出。
在皇后親自哺乳之下，嬰兒發育順利。1928年3月3日，迎來初節句，在當時皇室仍處於服喪情形下預定舉辦一場盛大的祝福活動。天皇、皇后、久邇宮家、明治天皇皇女等皇族皆準備了贈與的禮物。
然而2月27日開始，出現濕疹及發燒的現象，被診斷為咽喉炎，初節句的活動也因此延期，皇后、侍醫持續前往照料及看診。3月1日公開病情時，醫師們判斷「不需要過度擔心」。3月3日，高燒逐漸退去，大家預計幾天後就會痊癒。
3月4日，再度高燒39度，晚間9時病情加重，疑似感染敗血症。皇后與女官徹夜照顧，此外當時天皇也出現發燒的症狀。3月6日，地久節（皇后誕生日）的活動取消，當天深夜通知在熱海的久邇宮邦彥王夫妻回京。
3月7日，晚間8時40分身體狀況惡化，隔天3月8日午前3時38分逝世。此後，演藝節目與陸軍紀念日的活動進入自肅狀態。根據皇室喪儀令規定，未滿7歲的久宮不適用，所以在3月13日進行簡單的喪禮後，埋葬於豐島岡墓地。

## 系譜
| 祐子內親王 | 父: 昭和天皇 | 祖父: 大正天皇         | 曾祖父: 明治天皇           |
| 祐子內親王 | 父: 昭和天皇 | 祖父: 大正天皇         | 曾祖母: 柳原愛子           |
| 祐子內親王 | 父: 昭和天皇 | 祖母: 貞明皇后         | 曾祖父: 九条道孝           |
| 祐子內親王 | 父: 昭和天皇 | 祖母: 貞明皇后         | 曾祖母: 野間幾子           |
| 祐子內親王 | 母: 香淳皇后 | 祖父: 邦彥王（久邇宮） | 曾祖父: 朝彥親王（久邇宮） |
| 祐子內親王 | 母: 香淳皇后 | 祖父: 邦彥王（久邇宮） | 曾祖母: 泉萬喜子           |
| 祐子內親王 | 母: 香淳皇后 | 祖母: 俔子             | 曾祖父: 島津忠義           |
| 祐子內親王 | 母: 香淳皇后 | 祖母: 俔子             | 曾祖母: 山崎壽滿子         |